# Never Say Never (singel)
Never Say Never – ballada rockowa grupy The Fray, pochodząca z jej wydanego w 2009 roku albumu The Fray. 5 maja tego samego roku wydana została jako drugi singel z płyty i uplasowała się na pozycji 32. Billboard Hot 100 i 51. Canadian Hot 100. Jest ona utworem miłosnym, opowiadającym o parze ludzi, którzy się od siebie oddalają, po czym do siebie wracają. Singel pokrył się w Stanach Zjednoczonych złotem, rozchodząc się w 615.015 kopiach.
Piosenka wykorzystana została w filmie Transformers: Zemsta upadłych oraz wydana na jego ścieżce dźwiękowej, Transformers: Revenge of the Fallen – The Album.
27 sierpnia 2009 roku zespół wykonał „Never Say Never” w programie The Tonight Show with Conan O'Brien.
Istnieją trzy wersje piosenki: albumowa oraz dwie radiowe, z których jedna jest krótsza i pozbawiona niektórych gitarowych części.

## Przyjęcie
Opinie krytyków o „Never Say Never” były różne. US Weekly określił singel jako „przykuwający uwagę” i pochwalił falset wokalisty Isaaca Slade’a. Pozytywną opinię piosenka otrzymała również od New Music Reviews: „Kiedy The Fray wydaje singel, wiesz, że będzie zadziwiający, a to jest następny z nich. Po raz kolejny naprawdę niesamowity! 9/10.” AbsolutePunk opisał „Never Say Never” jako „przyjemną balladę” oraz pozytywny krok do przodu zespołu.
Niepochlebnie o „Never Say Never” wyraził się David Sessions z internetowego Patrol Magazine pisząc, iż wszystkie elementy piosenki tworzą w sumie „fatalny bezduszny miks”. Glenn Gamboa w wywiadzie dla Newsday skrytykował utwór, a także cały album twierdząc, iż brzmi tak samo jak poprzednia płyta grupy: „To nie jest zły dźwięk, ale nie jest to również dźwięk potrzebny.” Ocena musicOMH.com mówiła: „'Never Say Never’ i ‘Ungodly Hour’ są najbliższe balladom Coldplay, jednak bez niezwykłej angielskości Chrisa Martina (nigdy nie myślałem, że to powiem) oba utwory nie wytrzymały ciężaru swojego kontekstu.”

## Wideoklip

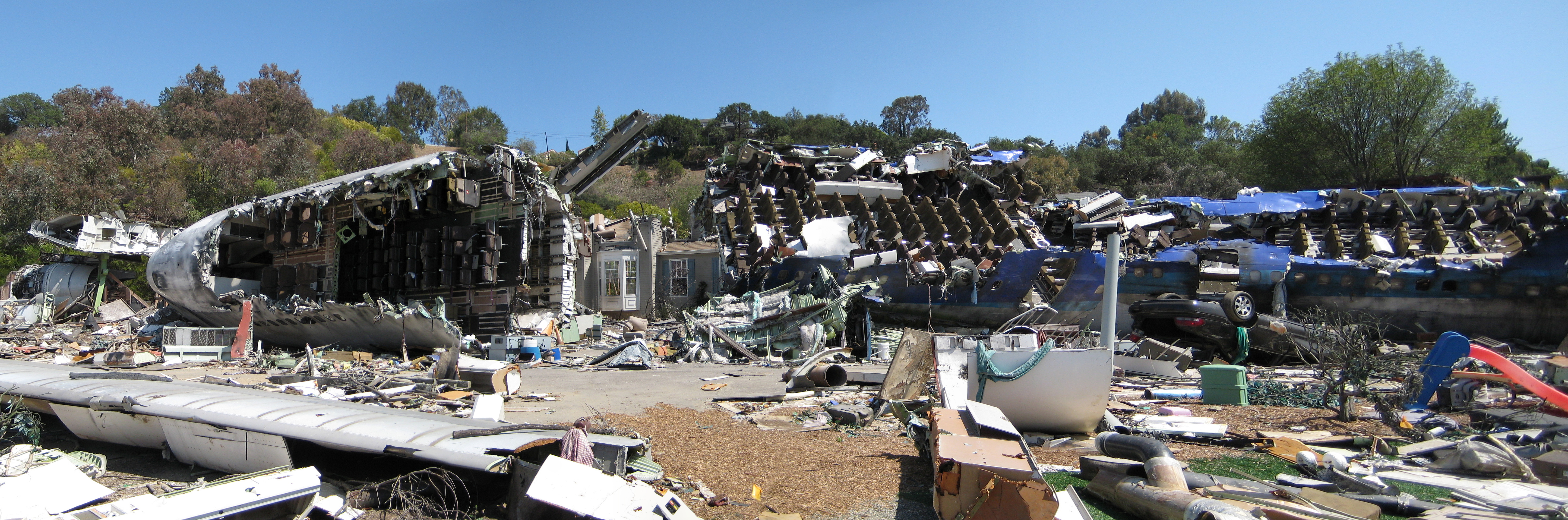
Zniszczony Boeing 747 wykorzystany w wideoklipie „Never Say Never”.

17 kwietnia 2009 roku teledysk do „Never Say Never” wyciekł do Internetu, jednak jego oficjalna premiera internetowa miała miejsce 24 kwietnia na profilu The Fray na MySpace. 5 maja wideoklip zadebiutował w stacjach telewizyjnych.
Teledysk przedstawia wokalistę zespołu Isaaca Slade’a idącego zniszczoną, prawdopodobnie w wyniku ataku, ulicą przedmieścia. Podczas gdy przemierza on miasto, spanikowani ludzie wokół szukają bezpiecznego schronienia, a policjanci oraz żołnierze próbują ocalić ugrzęzłych w ruinach. Wideo kończy się, gdy Isaac odnajduje swoją dziewczynę (graną przez Jaime King) i wraz ze znajdującymi się w pobliżu ludźmi obserwuje odległy zarys centrum Los Angeles, które chwilę później całkowicie eksploduje. Część teledysku została nakręcona w hollywoodzkich Universal Studios, na planie, na którym nagrano jedną ze scen filmu Wojna światów Stevena Spielberga.

## Popularność w mediach
Piosenka wykorzystana została w serialach Pamiętniki wampirów, Pogoda na miłość, Zaklinacz dusz i Chirurdzy. Poza tym pojawiła się ona w filmie Transformers: Zemsta upadłych, a także została wydana na jego ścieżce dźwiękowej Transformers: Revenge of the Fallen – The Album. „Never Say Never” użyta została również w trailerze filmu Brothers.

## Listy przebojów
„Never Say Never” uplasował się na pozycji 32. Billboard Hot 100 po tym jak ukazał się soundtrack obrazu Transformers: Zemsta upadłych, na którym znajdował się singel. Po kilku tygodniach spadków piosenka powróciła na miejsce 32. Z kolei na Hot Adult Top 40 Tracks utwór zajął pozycję 10. W Kanadzie piosenka uplasowała się na miejscu 51., a w Australii na 38.

### Pozycje na listach
| Lista                             | Najwyższa pozycja |
| --------------------------------- | ----------------- |
| Billboard Hot 100                 | 32                |
| Billboard Hot Adult Top 40 Tracks | 10                |
| Billboard Pop 100                 | 17                |
| Canadian Hot 100                  | 51                |
| UK Singles Chart                  | 87                |
| Australian ARIA Singles Chart     | 38                |

### Certyfikaty
| Kraj              | Status / Sprzedaż | Status / Sprzedaż | Organizacja przyznająca |
| ----------------- | ----------------- | ----------------- | ----------------------- |
| Stany Zjednoczone | Złoto             | 615.015           | RIAA                    |